# BMW V12 LM
La BMW V12 LM è una vettura sport-prototipo costruita nel 1998 secondo la normativa ACO rientrante nella categoria LMP, per gareggiare nel campionato endurance e alla 24 Ore di Le Mans.
La vettura è stata realizzata dalla Williams F1, con il propulsore fornito dalla BMW. L'auto è stata sostituita nel 1999 dalla BMW V12 LMR.

## Sviluppo e tecnica
Nel 1995 la McLaren Cars si accordò con la BMW per realizzare una vettura da competizione da utilizzare nelle gare GT e di durata. Da questa collaborazione nacque la McLaren F1 GTR, che prese parte alla BPR Global GT Series e alla 24 Ore di Le Mans. Questa collaborazione portò la vettura a vincere la 24 Ore di Le Mans del 1995. Tuttavia nel 1997 con i cambiamenti nei regolamenti, la F1 GTR non era più competitiva contro le concorrenti Mercedes-Benz e Porsche. Così la McLaren alla fine del 1997 si ritirò.
La BMW Motorsport decise di continuare l'attività agonistica, decidendo di realizzare una vettura sport prototipo per gareggiare a Le Mans. Nel 1997 la BMW Motorsport firmò un accordo di collaborazione con la Williams F1, in cui la Williams avrebbe costruito il telaio dell'auto e sviluppato la parte aerodinamica. Nel frattempo la BMW Motorsport si rivolse alla scuderia Schnitzer Motorsport per gestire la vettura durante le gare.
Per la V12 LM venne utilizzato la stessa unita delle McLaren F1, il noto BMW S70 V12 anche se con la cilindrata ridotta per regolamento a 5990 cm³.

## Storia

### 1998
La vettura debuttò a maggio durante i test della 24 ore di Le Mans del 1998; vennero schierate due vetture, la migliore stabilì l'11º tempo piazzandosi dietro le Porsche, Toyota, Nissan e Mercedes-Benz. Prima delle qualifiche ufficiali per la gara di giugno, le V12 LM migliorano i loro tempi, ottenendo il sesto tempo e piazzandosi dietro due Porsche, due Mercedes e una Toyota.
Durante la gara, a causa delle vibrazioni generate dalla trasmissione a velocità elevata e al fine di non rischiare un guasto, il team ritirò entrambe le vetture dall'evento dopo che la numero 2 aveva percorso 43 giri, mentre la numero 1 solo 60 giri.
In seguito al ritiro, ulteriori test sulla vettura rilevarono altri difetti quali instabilità aerodinamica e un deficit nel sistema di raffreddamento. BMW, Williams e Schnitzer decisero di abbandonare il progetto per dedicarsi alla progettazione di una nuova vettura, la V12 LMR. I due telai della V12 LM furono venduti a team privati, con il telaio 001/98 che venne acquistato da Thomas Bscher, mentre il telaio 002/98 fu venduto alla scuderia nipponica Team Goh.

### 1999
Thomas Bscher, per poter partecipare alla American Le Mans Series e alla 24 Ore di Le Mans del 1999, si accordò con la David Price Racing, formando il team Price+Bscher Racing. Nel campionato ALMS, la vettura ottenne solo due punti, piazzandosi 13º nella classifica finale. Mentre a Le Mans la vettura ottenne un 5º posto assoluto, staccata di 20 giri dalla vincitrice BMW V12 LMR. La vettura partecipò anche alla FIA Sportscar Championship al Nürburgring, finendo al 4º posto assoluto.
La vettura del team Goh prese parte anch'essa alla 24 ore di Le Mans, ma non riuscì a finire la gara a causa di problemi al cambio. La vettura poi partecipò alla 1000 km del Fuji, dove conquistò un 3º posto assoluto.

### 2000
Nel 2000 il Team Goh annunciò una partnership con il costruttore giapponese Dome; la V12 LM venne pesantemente modificata per correggere l'instabilità aerodinamica e i problemi al sistema di raffreddamento. L'intera parte frontale fu ridisegnata e riprogettata al fine di riposizionare le prese di raffreddamento e vennero aggiunte delle ulteriori prese d'aria nella parte laterale della carrozzeria per facilitare il raffreddamento del motore. La vettura però non venne mai impiegata in nessuna competizione agonistica.
Il team Price+Bscher Racing dopo solo un anno si separò, con la David Price Racing che si accordò con la Panoz Motorsports, lasciando Thomas Bscher da solo a gareggiare con la V12 LM. Bscher riuscì comunque a prendere parte alla 24 ore di Le Mans del 2000, ma la vettura si ritirò a causa di problemi al cambio dovuti a un incidente in gara. L'ultima gara della V12 LM fu la Nurburgring SRWC disputatasi a settembre 2000. In seguito Bscher dismise la V12 LM ponendo fine alla carriera agonistica della vettura.